# Bar Giora (nádraží)

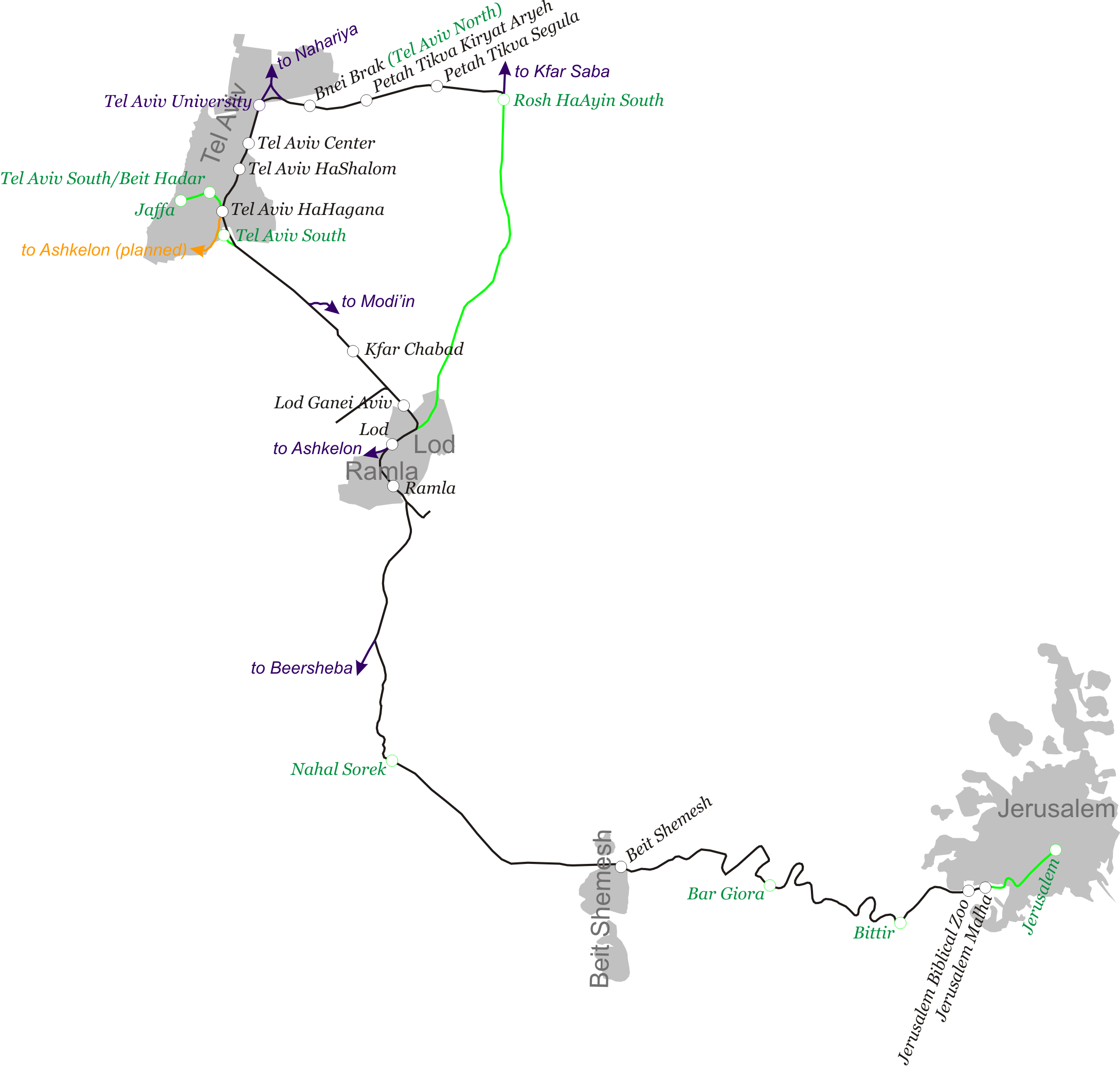
Schéma vývoje trasy a rozložení stanic na trati Tel Aviv-Jeruzalém

Bar Giora (hebrejsky: בר גיורא, Tachanat ha-rakevet Bar Giora, nazývána též Dajr aš-Šajch, דיר א-שייח) je bývalá železniční stanice na železniční trati Tel Aviv-Jeruzalém v Izraeli.
Leží na dně hlubokého údolí potoka Sorek cca 15 kilometrů jihozápadně od historického jádra Jeruzaléma, v nadmořské výšce cca 410 metrů. Je situována proti ústí vádí Nachal Ktalav do Soreku, do hornaté zalesněné krajiny. Na severní straně údolí se zvedá hora Har Pitulim, na jihovýchodě Har Giora. 1,5 kilometru jihozápadně odtud leží vesnice Nes Harim.
Roku 1892 byla dokončena trať do Jeruzaléma. Stanice Bar Giora se původně jmenovala železniční stanice Dajr aš-Šajch podle arabské vesnice Dajr aš-Šajch, která stávala cca 1 kilometr západně odtud, ve svazích nad Sorekem. Vesnice byla ovšem během války v roce 1948 vysídlena. Stanice není používána pro osobní dopravu, slouží jen pro manipulační účely. Původní staniční budova byla zachována i po rekonstrukci tratě dokončené roku 2005.